# Луговой (Ставропольский край)
Лугово́й — посёлок в Будённовском районе (муниципальном округе) Ставропольского края России.

## Географическое положение
Расположен на балке Крутенькая. На востоке: аул Бияш. На юго-западе: посёлок Кудрявый
Расстояние до краевого центра: 207 км. Расстояние до районного центра: 103 км.

## История
В соответствии с Указом Президиума Верховного Совета РСФСР от 21 сентября 1964 года посёлок Третье отделение совхоза «Терский» Прикумского сельского района был переименован в посёлок Луговой.
До 16 марта 2020 года Луговой входил в состав сельского поселения Терский сельсовет.

## Население
| 1989 | 2002 | 2010 | 2011 | 2012 | 2014 | 2021 |
| ---- | ---- | ---- | ---- | ---- | ---- | ---- |
| 192  | ↘163 | ↘90  | ↗103 | ↘99  | ↗100 | ↘69  |

По данным переписи 2002 года 67 % населения — даргинцы.

## Инфраструктура
В Луговом 3 улицы — Кизлярская, Луговая и Полевая. В границах посёлка находится общественное закрытое кладбище площадью 2 тыс. м².